# Robert Devereux, II conde de Essex
Robert Devereux, segundo conde de Essex (Netherwood, Cumbria, 10 de noviembre de 1565-Londres 25 de febrero de 1601), fue un militar y valido inglés. Estuvo en la corte de la reina Isabel I de Inglaterra y es el más conocido de los poseedores del título Conde de Essex. Después de la fallida campaña militar contra los rebeldes irlandeses durante la guerra de los nueve años en 1599, conspiró contra la reina y fue ejecutado por traición.

## Primeros años

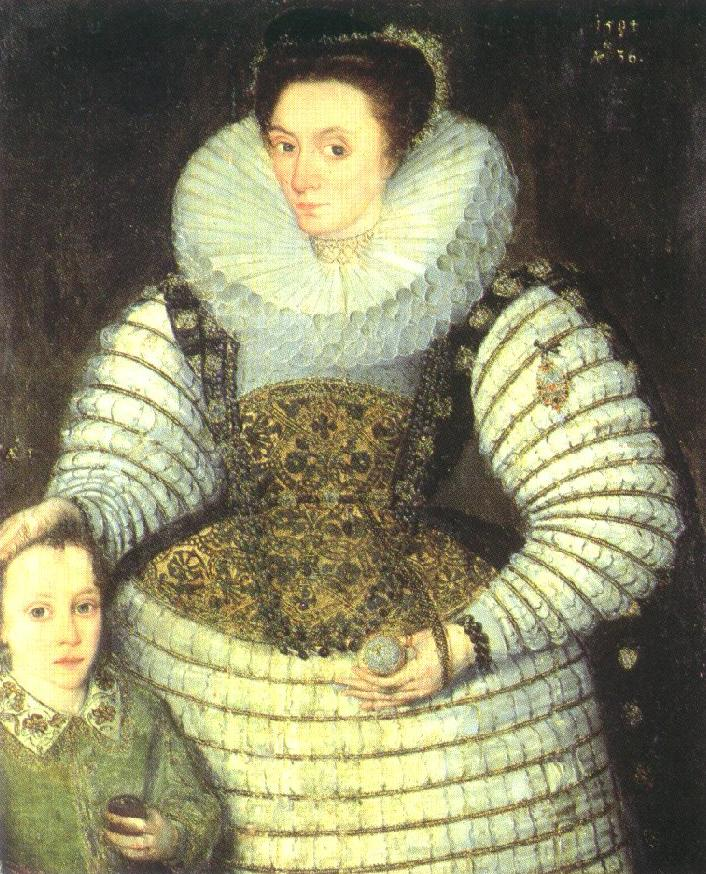
Frances Walsingham (1569-1631), condesa de Essex, esposa de Robert Devereux I con su hijo Robert Devereux II.

Hijo de Walter Devereux, I conde de Essex, y de Lettice Knollys, fue educado en el Trinity College de la Universidad de Cambridge. Su padre murió en 1576 y cinco años más tarde su madre se casó con Robert Dudley, conde de Leicester, un valido de la reina Isabel I.
Su bisabuela materna, María Bolena fue la hermana de Ana Bolena, segunda esposa de Enrique VIII y madre de la reina Isabel I.
Cursó el servicio militar bajo la tutela de su padrastro. En 1590 contrajo matrimonio con Frances Walsingham, hija de Francis Walsingham y viuda de Philip Sidney, sobrino del conde de Lancaster, quien había muerto en la batalla de Zutphen. De este matrimonio nació, en 1591, Robert Devereux, III conde de Essex.

## Entrada en la corte

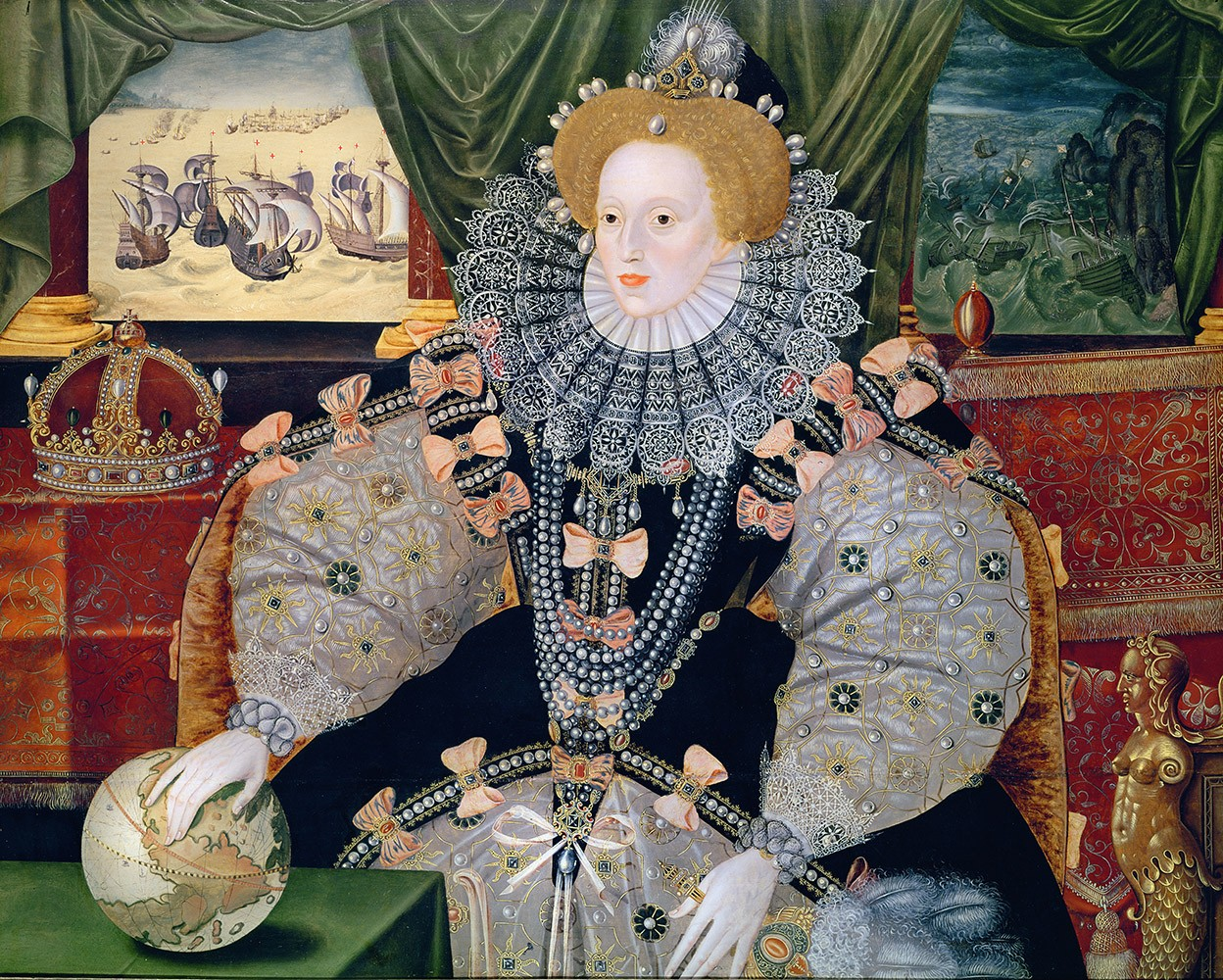
Retrato de Isabel I, de autor anónimo, hacia 1589, conmemorando la derrota de la armada española (representada en el fondo). Obsérvese el globo terráqueo bajo la mano derecha de la reina, símbolo de su poder mundial.

En octubre de 1586, el conde de Leicester introdujo en la corte isabelina a Essex, quien cada vez interesó más a la reina. Essex hizo una brillante carrera militar y en diciembre de 1587 obtuvo el cargo de Gran maestre de las Caballerizas. Essex pasaba las noches acompañando a la reina, y sucedió a su padrastro en el favor real a la muerte de este en 1588, puesto que Isabel estaba fascinada con él. Aunque ya había superado los sesenta años, le resultaba muy agradable verse adorada de tal forma por un muchacho de veinte.
Por eso, le resultó penoso enterarse, en 1589, que Essex había embarcado, sin decirle palabra, hacia España. En efecto, la guerra contra los españoles debía proseguir y los miembros del consejo real pensaban unánimemente en que Inglaterra debía devolver el ataque efectuado por la Armada Invencible el año antes. La Contra Armada inglesa partió en abril con Francis Drake como comandante en jefe.
Pero la suerte no les favoreció, los ingleses realizaron un decidido ataque en Lisboa, posesión española desde 1580, pero pronto debieron regresar a su país, tras sufrir una de las mayores derrotas de la historia de Inglaterra. Isabel se enfureció tanto por el desastroso resultado de la empresa como por la crueldad amorosa de su joven favorito, quien partió sin autorización; sin embargo, la reina le perdonó y le ofreció a Essex cargos muy lucrativos para permitirle solucionar sus dificultades financieras.

## Expedición en Francia
En 1590 Francis Walsingham, el más temible adversario de España y del catolicismo, falleció. Al año siguiente murió otro cortesano de Isabel, Christopher Hatton; el círculo de personalidades que la reina había reunido en torno suyo empezaba a disolverse, y el conde de Essex observaba satisfecho que ante él se abrían nuevas perspectivas.
En efecto, le atraía la política y también las tentadoras ofertas de Enrique IV, rey de Francia sin trono todavía. Enrique solicitó ayuda a Isabel contra la Liga Católica y consideró que el conde de Essex era el jefe ideal para comandar un ejército de refuerzo. Isabel se dejó convencer y en 1591 envió tropas a Francia a las órdenes de Essex.
El joven favorito marchó rápidamente al continente, pero su expedición constituyó un auténtico fracaso, dado que debió regresar mucho antes de lo previsto. Por segunda vez, Isabel se enfureció al ver que su favorito obraba según su capricho y aunque Essex le escribía cartas conmovedoras, el corazón de la reina no se mostraba propicio para indulgencias; finalmente ambos volvieron a reconciliarse.
Pronto acarició Essex un nuevo proyecto: seguir las huellas de Leicester y Walsingham y llevar a buen término su política. Soñaba con ser él quien abatiera el poderío español. Essex se convirtió así en jefe de un grupo de jóvenes aristócratas y comenzó a adquirir creciente influencia, aunque no faltaban quienes creían que era peligroso, entre ellos William Cecil y su hijo Robert Cecil.

## Política interna
Ambos, Cecil padre e hijo, estaban de acuerdo en que no debía permitirse a Essex llevar las cosas demasiado lejos. Adivinaban que aquel joven no adquiriría nunca la responsabilidad para el buen gobierno del país. Cuando iniciaron sus intrigas contra él, chocaron con Isabel y con otros que comenzaban a desempeñar cierto papel en la vida política inglesa: los hermanos Anthony y Francis Bacon.
Los Bacon eran sobrinos del anciano Cecil, quien, deseoso de situar bien a su hijo, jamás les había prestado atención. Al comprobar que no podían recibir ayuda alguna de su tío, los Bacon decidieron aliarse con Essex para aprovechar la influencia que gozaba con la reina. Por su parte Essex, tras el contacto con los hermanos Bacon, aumentó sus conocimientos políticos y en 1593 la reina lo introdujo en el Consejo Real.
Entonces, se entabló una lucha entre los Cecil y Essex junto con los Bacon. El primer triunfo había sido aquel nombramiento para desempeñar altas funciones de gobierno: Essex se comprometió en una serie de intrigas y defendió los intereses de sus dos amigos con ardor y obstinación. Además, en 1596, persuadió a la reina de que lo enviase al mando de una flota preparada para lanzar una nueva ofensiva contra España. Esta vez fue una empresa resonante: los buques ingleses lograron penetrar en el puerto de Cádiz.
A su regreso, Essex fue recibido como un héroe e incluso el propio Cecil inició una tentativa de aproximación política. Sin embargo, Isabel no era del todo feliz con aquel triunfo, puesto que la expedición había sido muy costosa y los ingresos económicos habían sido escasos. Esto disgustó mucho a Essex, quien cometió la torpeza de demostrarlo públicamente.

## Pelea con la reina

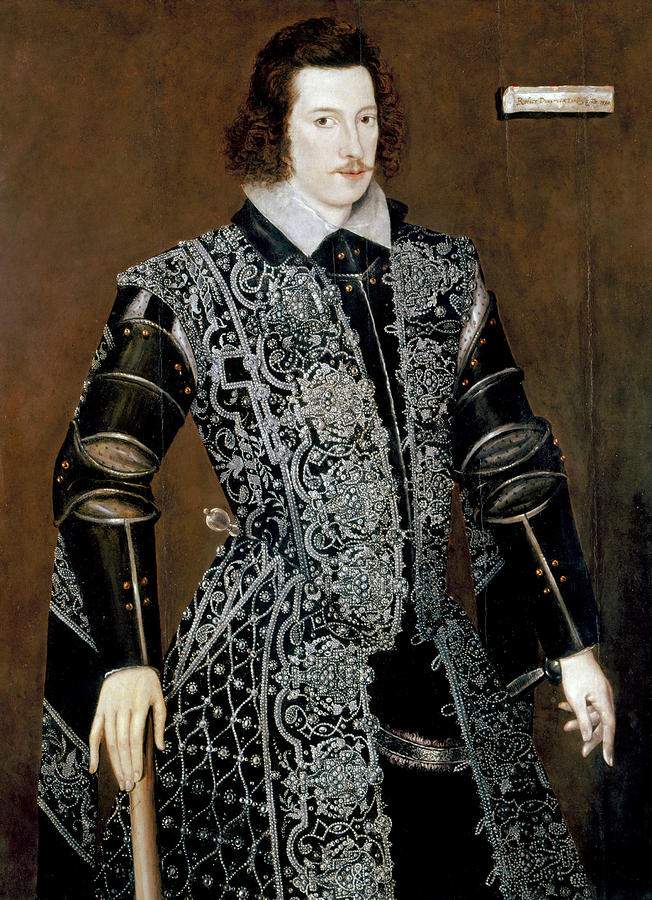
Robert Devereux, Conde de Essex, con su "Sable de luto" (o armadura negra), por William Segar (1590).

En aquellos días, Francis Bacon escribió al conde de Essex una carta reveladora aconsejándole: «Sois uno de los hombres cuya naturaleza orgullosa no puede someterse a nadie. Vuestra popularidad es inmensa y el ejército está con vos. Ante ello me pregunto: ¿No resulta peligrosa en exceso tal situación para un soberano? Quiero recordaros esto: Su Majestad es una mujer y, además, desconfiada por naturaleza».
Essex hubiera actuado sensatamente si hubiera escuchado estas palabras, porque la reina ya empezaba a cansarse de verle siempre obrar por cuenta propia. Su fracaso en 1597 en la Expedición Essex-Raleigh contribuyó a su progresiva pérdida del favor real. El conflicto estalló en 1598, al discutirse la designación de un nuevo miembro del consejo. La reina proponía su candidato y Essex el suyo. El favorito se percató entonces de que Isabel apenas escuchaba sus argumentos: se levantó de pronto y le volvió la espalda a la reina con un gesto despectivo. Aquello era demasiado para Isabel, quien no pudo dominar su cólera y le gritó «Go to be hanged!» ("¡Ve a que te ahorquen!"). Luego se abalanzó hacia él y le retorció violentamente la oreja. También aquello fue demasiado para Essex, quien desenvainó su espada pero rápidamente fue contenido por algunos asistentes. Bramando de cólera, el conde se dirigió hacia la puerta gritando que no volvería a poner los pies en la corte. Sin embargo, la casualidad le proporcionó una oportunidad favorable.

## Campaña en Irlanda
En 1598, un rebelde irlandés, Hugh O'Neill, conde de Tyrone, consiguió una contundente victoria en la batalla de Yellow Ford contra el ejército inglés en Irlanda. Esta noticia llegó al ya anciano Felipe II, quien prometió apoyo a la rebelión irlandesa.
Tyrone había comenzado la rebelión en 1594 con la batalla de Clontibret y el movimiento se había propagado por toda Irlanda. En 1598, Isabel y sus consejeros juzgaron que había llegado el momento de actuar y decidieron enviar una expedición de castigo a la isla rebelde. Esta era la ocasión ideal para el conde de Essex, quien procuró a toda costa reconciliarse con la reina después de la bochornosa escena en el consejo, para poder ponerse al frente del ejército dispuesto a salir hacia Irlanda. Finalmente, la reina aceptó aquel nuevo capricho de Essex, quien partió en calidad de comandante en jefe.
El ejército zarpó hacia Irlanda en 1599, y el conde de Essex juró aniquilar a Tyrone. Sin embargo, una vez llegado al lugar en que debía llevar a cabo su empresa bélica, comprendió que sería más difícil de lo previsto poder cumplir sus promesas. La expedición acabó en un auténtico fracaso y, gracias a su táctica, Tyrone logró una contundente victoria en la batalla de Curlew Pass. Essex comprendió entonces la imposibilidad de llevar a cabo su misión y, desesperado, cometió otro error aún más grave. Sin autorización, ni siquiera sabiéndolo la reina, inició por su cuenta negociaciones con Tyrone y, durante la entrevista, le reveló que regresaría a Inglaterra con parte de sus tropas no para destronar a Isabel, sino para deponer al gobierno inglés. Si Tyrone aceptaba el armisticio propuesto, Essex sabría recompensarle una vez dueño del poder.

## Conspiración y muerte
Tyrone aceptó la propuesta y el conde de Essex regresó a Inglaterra. Se dirigió directamente al castillo donde residía Isabel y, tal como estaba, fatigado y sucio, hizo su entrada en la cámara real mientras la soberana se estaba vistiendo para la comida. Ella no sospechaba que Essex estaría de regreso, y su sorpresa fue tan grande que se alegró de ver de nuevo a su favorito; pero a la mañana siguiente ordenó que llevasen al impulsivo conde con la conveniente escolta a su casa en Londres.  
Esta vez la carrera de Essex había terminado definitivamente. Aún llevó a cabo una última tentativa para recobrar su antigua influencia y reunió a sus numerosos partidarios, entre ellos al conde de Southampton, a fin de tramar el destronamiento de la propia Isabel. Pero como siempre, los espías del gobierno vigilaban cuidadosamente a la reina y pronto se enteraron de la existencia y detalles de la imprudente conjura. En 1601 Essex fue condenado a muerte por la reina y, a los 34 años de edad, fue decapitado en la Torre de Londres. Cuatro de sus seguidores serían ejecutados días después.

## Posteridad

### Ópera
- En el Teatro San Carlo de Nápoles en 1837 se estrena la ópera Roberto Devereux, de Gaetano Donizetti, con libreto de Salvatore Cammarano y basada en la obra de François Ancelot Elisabeth d'Angleterre.
- En 1953 se estrena la ópera Gloriana, de Benjamin Britten, basada en la obra de Lytton Strachey Elizabeth and Essex.

### Teatro
- La noche de la ejecución de Essex es dramatizada en la obra Elizabeth Rex, de Timothy Findley.
- Essex es brevemente mencionado en Henry V (1599), de William Shakespeare.

### Cine y televisión
- En 1939 se estrena la película La vida privada de Elizabeth y Essex, protagonizada por Bette Davis y Errol Flynn, la cual narra las relaciones románticas entre Essex y la reina. La película sería nominada a 5 Oscar.
- En 1971 el conde de Essex es protagonizado por Robin Ellis en el quinto y sexto episodio de la serie Elizabeth R.
- En 2005 el romance entre la reina y Essex, interpretado por Hugh Dancy, es representado en la serie de televisión Elizabeth I.
- En 2005 Hans Matheson representa a Essex en la serie The Virgin Queen.
- En 2011 se estrena el filme Anónimo, donde se presenta una historia alternativa a la vida de Robert Devereux.

### Literatura
- El libro Legacy, de Susan Kay, es una novela histórica que trata sobre el romance de Essex con la reina.
- The Interim is Mine, de Abdalqadir as-Sufi (Ian Dallas), trata en parte la vida y carrera de Essex.